# 斯波氏経
斯波 氏経（しば うじつね、生没年不詳）は南北朝時代の武将、守護大名。越前守護、九州探題。官位は民部少輔、左京大夫。斯波高経の次男。兄に家長、弟に氏頼、義将、義種、叔父には奥州斯波氏の祖となる斯波家兼がいる。子に義高。末野氏の祖とされる。
 

## 略歴
兄の家長の没後に高経の嫡男になったと推定される。
記録上の初出は『太平記』で、観応の擾乱の最中の貞和5年/正平4年に（1349年）に足利直義邸に集まった諸将のうちの1人として登場する。文和4年/正平10年（1355年）に一旦は足利尊氏に降った父・高経が足利直冬と通じて再び離反した際にはこれに従わず、足利尊氏から父に代わって越前国の守護に任ぜられた事は、『賢俊僧正日記』文和4年6月4日条の「越前守護民部少輔」という記述から判明する。
2代目の九州探題一色直氏を撃退した後、懐良親王と菊池武光ら南朝軍の勢いは益々盛んとなり、少弐氏や大友氏を打ち破って大宰府をも手中にした。さらに東上しようという気配すら見せたため、幕府は延文5年/正平16年（1360年）に京都に召還した一色直氏に代わって氏経を九州探題に任命して、翌康安元年/正平16年（1361年）10月頃に九州に下向させた。
氏経は大友氏時を頼り、大友氏の本拠地である豊後高崎城に入城する。少弐氏、松浦党、島津氏、阿蘇氏、相良氏など数少なくなった九州の北朝勢の連合で何とか反撃しようとした。
しかし、翌年10月、長者原合戦で南朝軍に大敗。大友氏時は捕虜となり、少弐頼尚は土佐に落ち延びた。氏経は大友氏継と共に大内弘世を頼って周防に退いた。
そのまま帰洛し、貞治6年/正平22年（1367年）に出家、道栄と号し嵯峨に隠棲した。以降の消息は不明。
九州での失敗のみならず、氏経が九州赴任中に弟の義将が就任した執事（後の管領）の地位が急速に高まって幕府の要職になってしまったこと、先に父・高経から離反して守護の地位を奪ったもののその父が許されて幕府に復帰したこと（一部の系図には「不孝により遁世」と記載されている）によって、父から後継者としての地位を追われたと考えられている。ただし、斯波氏の嫡流から外されたものの、息子の義高は高経の計らいで取り立てられ、高経の最期を看取ることになる。
和歌にも優れ、頓阿と親交があった。「新千載和歌集」にも歌が6首入選している。なお、子の義高は詮将とも名乗り、斯波詮経の子息と同名な為、一説に斯波詮将以降は高水寺斯波氏とするものもある。